# Magomeni (Dar es Salaam)
Magomeni è una circoscrizione (ward) della città di Dar es Salaam, in Tanzania, appartenente al distretto di Kinondoni. Al censimento del 2002 contava una popolazione di 22.616 abitanti.